# هاشم سرکیس
هاشم سرکیس (انگلیسی: Hashim Sarkis؛ زادهٔ ۱۹۶۴) معمار و نویسندهٔ لبنانی است. از سال ۲۰۱۵ او عهده‌دار ریاست مدرسهٔ معماری و برنامه‌ریزی مؤسسه فناوری ماساچوست است.
سرکیس در سال ۲۰۱۸ به عنوان نمایشگاه‌گردان دوسالانهٔ معماری ونیز ۲۰۲۰ انتخاب شد.